# Contea di Guyang
La contea di Guyang (固阳县S, Gùyáng XiànP) è una contea della Cina, appartenente alla regione autonoma della Mongolia Interna e amministrata dalla prefettura di Baotou.